# 4-idrossicicloesanocarbossilato deidrogenasi
La 4-idrossicicloesanocarbossilato deidrogenasi è un enzima appartenente alla classe delle ossidoreduttasi, che catalizza la seguente reazione:
trans-4-idrossicicloesanocarbossilato + NAD+ ⇄ 4-ossocicloesanocarbossilato + NADH + H+
L'enzima di Corynebacterium cyclohexanicum è altamente specifico per la forma trans-4-idrossi.